# Desigual
Desigual (v překladu ze španělštiny znamená „nestejný“) je výrobce a značka oblečení pocházející ze španělské Barcelony. Vyrábí dámské, pánské i dětské oblečení a různé doplňky. Od roku 2012 vyrábí také boty a od roku 2013 byla do výroby zařazena také kolekce bytových doplňků.
Společnost dosáhla v roce 2011 obrat 560 milionů eur.[zdroj?]. V tomto roce zaměstnávala 3000 lidí z 72 národností.[zdroj?]

## Historie
Značka vznikla v roce 1984 ve Španělsku, které je v oblasti módy známé pro svůj patchworkový styl, intenzivní barvy, pestrobarevné oblečení a netradiční kombinace barev. Zakladatelem byl návrhář Thomas Meyer, původem ze Švýcarska.
Firmu vedl od roku 2002 až do ledna 2013 Manel Adell , jeho místo pak obsadil Manel Jadraque. V roce 2013 společnost rozšířila své působení do Číny.

## Spolupráce
Výrobce opakovaně spolupracuje se módním návrhářem Christianem Lacroix, který pro ní tvoří luxusní kolekce. Dalším partnerem značky je cirkus Cirque du Soleil, jejichž společná kolekce je tvořena cirkusovými motivy, malovanými artisty a pestrými barevnými variacemi.